# Potencial de Lennard-Jones
Els àtoms i molècules neutres estan subjectes a dos tipus de forces en el límit de la llarga i la curta distància. Una és la força de van der Waals, o força de dispersió, de llarg abast, i l'altra la força de repulsió, resultat de la superposició dels orbitals electrònics, anomenada repulsió de Pauli (del principi d'exclusió de Pauli). El potencial de Lennard-Jones (referit com potencial L-J o potencial 6-12)
és un senzill model matemàtic que descriu aquest comportament.

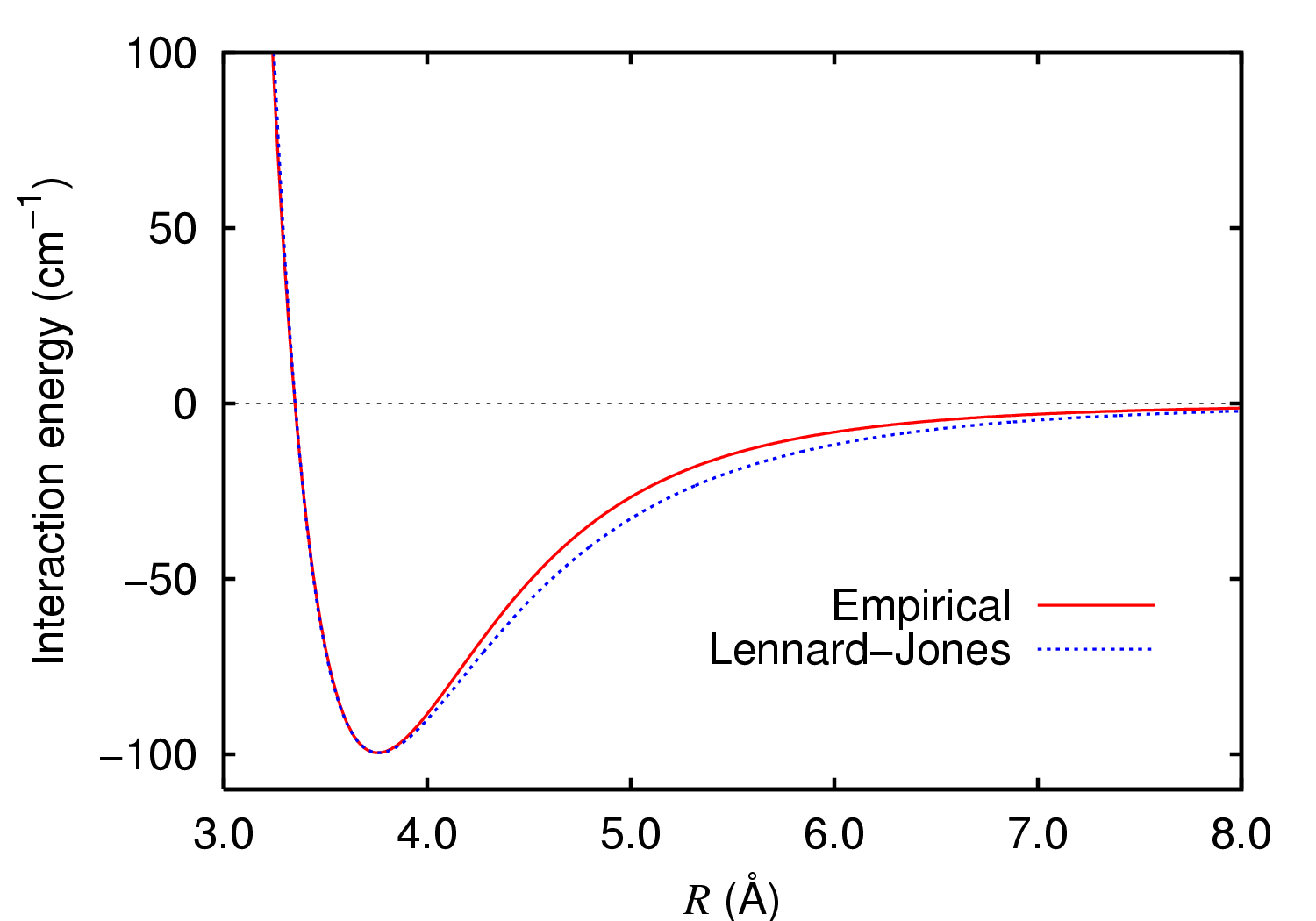
potencial de Lennard-Jones per al dímer argó

El potencial L-J té la forma
{\displaystyle V(r)=4\varepsilon \left[\left({\frac {\sigma }{r}}\right)^{12}-\left({\frac {\sigma }{r}}\right)^{6}\right],}
on {\displaystyle \epsilon } és el pou de potencial i {\displaystyle \sigma } és el radi de l'esfera dura.
Aquests paràmetres poden ser ajustats per tal de reproduir dades experimentals o deduïts a partir de resultats de càlculs acurats de química quàntica. El terme 
{\displaystyle \left({\frac {1}{r}}\right)^{12}} descriu la força repulsiva i el terme
{\displaystyle \left({\frac {1}{r}}\right)^{6}} descriu la força atractiva.
El potencial L-J és aproximat i la forma del terme de repulsió no té cap justificació teòrica (la força de repulsió depèn de la distància exponencialment). El potencial atractiu de llarg abast, no obstant, deriva d'interaccions de dispersió. El potencial L-J és una aproximació força bona i degut a la seva simplicitat s'empra sovint per descriure les propietats dels gasos, i per modelar interaccions de dispersió i superposició en models moleculars. És particularment acurada per a àtoms de gas noble i és una bona aproximació a distàncies llargues i curtes per a molècules i àtoms neutres. A la gràfica es mostra un potencial de Lennard-Jones per al dímer argó. S'hi poden veure petites desviacions del potencial empíric acurat degut a una incorrecció en la part de llarg abast del terme de repulsió.
Altres mètodes més recents, tals com l'equació d'Stockmayer i l'anomenada multi-equació, descriuen la interacció de molècules de forma més acurada. Els mètodes de química quàntica, teoria de la pertorbació de Møller-Plesset, el mètode de 'coupled cluster o la interacció de configuració completa poden donar resultats extremadament acurats, però requereixen un gran cost computacional.